# Natasha Fox
Natasha Fox est une officière supérieure et Lieutenante-générale de l'armée australienne. Elle rejoint l'armée via l'Académie des forces de défense australiennes (ADFA) en 1988 et passe une grande partie de sa carrière dans des rôles de logistique et de formation. Elle sert comme commandante/instructrice en chef à l'ADFA de 2009 à 2010 et est déployée dans le cadre d'opérations en Israël, en Syrie, au Liban et en Afghanistan. Elle est cheffe des capacités humaines de novembre 2018 à décembre 2021, cheffe adjointe de l'armée de terre (en) de février 2022 à juin 2023 et est nommée générale 3 étoiles cheffe du personnel des Forces de défense australienne (en) le 5 juin 2023. Elle est à la fois la première femme à occuper le poste de cheffe adjointe de service et la première femme à être promue au grade trois étoiles (en) dans les forces de défense australiennes.

## Carrière militaire
Fox entre à l'Académie des forces de défense australiennes (ADFA) en tant qu'élève-officière de l'armée australienne en 1988. Elle obtient un baccalauréat ès arts en 1990 et, après une formation complémentaire au Collège militaire royal de Duntroon, est nommée officière en 1991,,. Au début de sa carrière, elle occupe une série de postes dans le domaine de la logistique et de la formation, est aide de camp du chef d'état-major de l'armée (en) et affectée au Moyen-Orient en tant  qu'observatrice militaire (en) auprès de l'Organisation des Nations Unies pour la surveillance de la trêve,,.
Fox est commandante/instructrice en chef à l'ADFA de 2009 à 2010. Pour ce rôle, Fox a reçu la Conspicuous Service Cross (en) lors des Australia Day Honors de 2012 (en). Elle est ensuite affectée au poste d'officière d'état-major de grade 1 chargé de la politique du personnel au quartier général de l'armée australienne et, en juin 2012, est déployée lors de l'opération Slipper en tant que cheffe d'état-major de la Force opérationnelle interarmées 633, le commandement responsable de toutes les forces australiennes dans la zone d'opérations du Moyen-Orient,,. Elle revient en Australie en janvier 2013 en tant que directrice de la politique du personnel de l’armée. Lors des Australia Day Honors de 2014, Fox est nommée membre de l'Ordre d'Australie pour sa « performance exceptionnelle dans l'exercice de ses fonctions » au Moyen-Orient.
Fox devient directrice générale de la Direction de la planification des effectifs en 2016. En novembre 2018, elle est nommée responsable des capacités humaines, chargée de superviser le recrutement et la rétention du personnel, la structure des effectifs de la Force de défense australienne (ADF) et la transition du personnel du service à la vie civile,. Fox transmet ses fonctions de cheffe de l'état-major au général de division Wade Stothart (en) en décembre 2021 et, le 2 février 2022, succède au général de division Anthony Rawlins (en) au poste de cheffe adjointe de l'armée (en),. Fox est à la fois la première femme à occuper ce poste et la première femme à être nommée cheffe de service adjoint dans l'ADF,,. En annonçant sa nomination, le ministre du personnel de la Défense (en), Darren Chester (en) a déclaré que Fox ouvrait la voie à d'autres femmes dans l'ADF et a reconnu ses réalisations et sa contribution à la nation.
Fox est promue lieutenante général et nommée première cheffe du personnel de l'ADF le 5 juin 2023,. Le rôle de Fox est créé à la suite de l'examen stratégique de la défense 2023, qui recommandait que la gestion du personnel de l'ADF soit intégrée et centralisée sous un commandement unique pour accroître son efficacité. En prenant ses fonctions, Fox devient la première femme à être promue au grade de générale trois étoiles dans l'ADF. Une semaine plus tard, et dans le cadre des honneurs de l'anniversaire du roi 2023 (en), Fox est promu Officière de l'Ordre d'Australie. Ce prix récompense son leadership exceptionnel dans des postes de direction successifs, notamment en matière de compétences interpersonnelles et en tant que cheffe adjointe de l'armée.
En octobre 2023, Fox devient mécène de Yarning : le magazine de langue et de culture (en), une publication produite par le ministère de la Défense,.

## Vie personnelle
Fox est mariée à Andrew Willis, un officier de la marine royale australienne. Ils ont deux enfants.
Fox est titulaire d'une maîtrise en administration des affaires de l'Université du Queensland du Sud, d'une maîtrise en gestion des études de défense de l'Université de Canberra et d'une maîtrise en politique de l'Université Deakin,,.